# Gabriëlla Moortgat
Gabriëlla (Gaby) Moortgat (Breendonk, 10 februari 1924 - aldaar, 25 april 2012) was een Belgische onderneemster en politica. 

## Levensloop
Zij werd geboren als de dochter van brouwer Albert Moortgat (1890-1983) van de bierbrouwerij Moortgat én Virginie Plaskie (1891-1977) dochter van een brouwer uit Ramsdonk. Het was haar grootvader Jan Leonardus Moortgat die in 1871 de brouwerij stichtte.
In 1959 legde ze, als een van de weinige Belgisch vrouwelijke schepenen, de eed af in de Breendonkse gemeenteraad. In de jaren 90 was ze een vijftal jaar voorzitster van de raad van bestuur van Brouwerij Moortgat. In 1999 werd ze ere-voorzitster van de NV Brouwerij Duvel Moortgat.
In 2012 overleed ze ten gevolge van een trombose. De uitvaart vond plaats in de Sint-Leonarduskerk te Breendonk.

## Gabriëlla Moortgat Stichting
Gaby Moortgat - zoals ze werd genoemd - was de oprichtster van de naar haar genoemde "Gabriëlla Moortgat Stichting", die een geldbedrag schenkt aan een vrouw die zich uitzonderlijk verdienstelijk maakt. De prijzen werden jaarlijks toegekend van 2001 tot 2006 en na een onderbreking van negen jaar vanaf 2015 tweejaarlijks.

### Winnaars
- 2001: Zuster Leontine of Jozefa de Buysscher - pionier en promotor van de palliatieve zorg in België.
- 2002: Anne Teresa De Keersmaeker - Belgische choreografe.[6]
- 2003: Hilde Kieboom - voorzitster van de Sint-Egidiusgemeenschap in Antwerpen.
- 2004: Marleen Temmerman - hoogleraar gynaecologie, UGent.
- 2005: Lut De Baere - de drijvende kracht van de vzw BOKS, de Belgische Oudervereniging voor Kinderen en Volwassenen met een Stofwisselingsziekte.[7]
- 2006: professor Catherine Verfaillie - die wereldfaam verwierf met haar baanbrekend werk in het stamcelonderzoek.<ref\Prijs Gabriella Moortgat voor stamcelpionier; Het Nieuwsblad; 29 juni 2006</ref>
- 2015 Kinderlongarts Elke De Wachter, Ann Van Hellemont ( mede-oprichtster van Mobile School) en Marleen Van den Mooter (De Schakel).[4]
- 2017: Lydie Meheus (Anticancer Fund).[8]
- 2019: Gerda Hendrickx (vzw Rozemarijn) en Lyn Verelst (Solid International)[9]
- 2021: Dominique Kerremans (Mercy Ships) en Hannah Vandewiele (Stichting Hubi & Vinciane – Aquapontics).[10]
- 2023: Dr. Katleen Ballon, kinderarts en medeoprichtster van Villa Clementina, en Benedicte Simonart, medeoprichtster van BEforUkraine.[5][11]